# Diakourouna
Diakourouna è un comune rurale del Mali facente parte del circondario di San, nella regione di Ségou.
Il comune è composto da 19 nuclei abitati:
- Diakourouna
- Diourala
- Dondiésso
- Kagolosso
- N'Gorosso Bambara
- N'Gorosso Peulh
- N'Gorosso Wèrè
- N'Togosso-Bambara
- N'Togosso Markasso
- N'Togosso Sinsinguesso
- N'Togonisso
- Nirisso
- Nouguesso
- Oura Kagoua
- Oura Tompasso
- Pipenèsso
- Sinsinguesso
- Zéguélasso
- Zèguèrè